# 葛和林
葛和林（1910年—1984年3月31日），男，江苏溧阳人，中国电线电缆专家，曾任上海电缆研究所副所长兼总工程师。第三届全国人大代表，第五、六届全国政协委员。

## 生平
1910年（一说1911年）生于江苏省溧阳县清安乡上汶村，在家中排行老五。父亲葛怀文是一名教师。1927年，在兄弟们的资助下考入北京清华学校。1928年转入上海交通大学电机工程系。1931年九一八事变后，他代表交通大学新改组的学生会，参加并组织学生抗日请愿、游行等运动。1931年12月（一说1932年2月）加入中国共产党。1932年因频繁参加被学校开除。同年底经介绍，赴南京，担任国民政府建设委员会民用电机管理处电气事业指导委员会技佐。1933年秋，他在逸仙桥国民党建设委员会的单身宿舍成为了中共南京特别支部的机关办公地（顾衡为负责人）。葛和林担任组织干事兼任交通和文书等工作，直至1934年4月省委被破坏。
1936年毕业于南京金陵大学电机系，继续担任电气事业指导委员会技佐，同时兼任南京谦信机器公司、国民政府资源委员会中央电工器材厂筹备处工程师。1937年9月，被恽震（电气事业指导委员会主任）派赴英国亨利电缆厂实习。1939年11月回国后任中央电工器材厂昆明一厂计划组长、工程师和主任工程师等职。1940年8月，受聘为国立湖南大学教授。1941年被捕，经湖南大学校长胡庶华保释回到昆明，任中央电工器材厂有限公司总经理恽震的技术秘书，主要从事导电和电气绝缘材料研究。1945年抗日战争胜利后，赴美国、英国、加拿大等国考察电线电缆制造技术，并首次引进了美国制造电线电缆设备。1948年1月回国后，任中央电工器材厂上海制造厂厂长兼电缆新厂筹委会主任工程师。1949年12月，出任华东工业部上海电线厂（后改称上海电缆厂）第一任厂长。1953年10月调入北京，历任第一机械工业部第四设计分局主任工程师，第七、八局技术处副处长兼主任工程师、电缆设计室主任等职。1958年10月，调任第一机械工业部上海电缆研究所副所长兼总工程师。
1966年文化大革命开始后受到迫害。1981年重新加入中国共产党。1984年3月31日逝世。
1986年，中共上海市委组织部决定，恢复葛和林之前的党籍，从1932年2月开始算起。

## 亲属
- 葛葆真
- 葛春霖（1907年3月－1994年10月30日），原名葛春林，曾任轻工业部咨询委员会委员。